# Teuflische Engel – Heimliche Spiele 2
Teuflische Engel – Heimliche Spiele 2 (Originaltitel: Les Anges exterminateurs, etwa ‚Die Engel der Vernichtung‘) ist eine französische Erotik-Groteske aus dem Jahr 2006 von Jean-Claude Brisseau, der auch für das Drehbuch zuständig war und von dem einige autobiografische Elemente in den Film fließen.

## Handlung
Filmregisseur François ist fasziniert von der weiblichen Lust. Schon länger spielt er mit dem Gedanken, dies auf künstlerischer Ebene festzuhalten. Er plant einen Erotikfilm mit einer rein weiblichen Besetzung, in dem die Lust und Befriedigung der Frau im Mittelpunkt steht. Daher ruft er junge Frauen zum Casting, in dessen Lauf François reihenweise Absagen bekommt, da die Schauspielerinnen nicht bereit sind, sich so freizügig zu präsentieren.
Als er schon mit dem Projekt abschließt, findet er in den beiden jungen Frauen Charlotte und Julie tatsächlich Darstellerinnen, die keine Scheu vor der Kamera haben. Ihnen gefällt das Projekt und sie offenbaren früh, dass sie praktisch keine Tabus haben. Im Laufe des Filmdrehs verliert François immer mehr von seiner Professionalität und fühlt sich mehr und mehr von den beiden Frauen angezogen und erregt. Er lässt sich von den beiden Frauen ins Liebesspiel mit einbeziehen. Er scheint die Kontrolle und die Oberhand für den Film zu verlieren.

## Hintergrund
Der Film feierte am 20. Mai 2006 seine Premiere auf den Internationalen Filmfestspielen von Cannes. In Deutschland erschien der Film am 3. September 2007 im Videoverleih.
Der deutsche Titel ist irreführend: Es handelt sich nicht um eine Fortsetzung von Heimliche Spiele ebenfalls von Jean-Claude Brisseau. Ebenso ist Gefallene Engel – Heimliche Spiele 3 keine Fortsetzung des Films.

## Rezeption
„Autobiografisch gefärbter Sexfilm im pseudo-intellektuellen Gewand, dessen Darsteller weitgehend sinnfreie Sprüche und Gedanken absondern. Der Regisseur musste sich nach dem Casting für seinen Film ‚Secret Things‘ selbst einer Missbrauchsklage stellen und wurde verurteilt.“